# 楽興の時 (ラフマニノフ)
『6つの楽興の時』（フランス語: Six moments musicaux, ロシア語: Шесть музыкальных моментов）作品16は、セルゲイ・ラフマニノフが1896年の10月から12月にかけて作曲したピアノ曲集であり、ラフマニノフのピアノ独奏曲への復帰作にして、ピアノ曲作曲の転換期と位置付けられている。 

## 内容
題名はフランツ・シューベルトの前例を連想させるが、超絶技巧の要求やピアノの書法は、ショパンやリストの影響が見受けられる。《楽興の時》を構成する一つ一つの楽曲は、19世紀に特徴的な音楽形式の焼き直しであり、ラフマニノフは作品の肉付けに夜想曲・舟歌・超絶的練習曲ならびに変奏曲といった楽式を用いている。
全曲の演奏に30分ほどを要する。
- 第1番 変ロ短調「アンダンティーノ」
- 第2番 変ホ短調「アレグレット」
- 第3番 ロ短調「アンダンテ・カンタービレ」
- 第4番 ホ短調「プレスト」
- 第5番 変ニ長調「アダージョ・ソステヌート」
- 第6番 ハ長調「マエストーソ」

それぞれの楽曲は、「真の演奏会用の作品であり、コンサート用のグランドピアノを使えば最も舞台栄えする」と評されてきた。各曲は組曲を構成しながらも、個別の主題や気分をそなえた独立した楽曲として成立している。それぞれの主題は変化に富んでおり、第3曲の厳粛な葬送行進曲から第6曲の壮麗なカノンに至るまで幅広い。
1941年のインタビューでラフマニノフは、「私が楽譜を書き下ろすときにしようとすることは、自分が作曲しているときに心の内にあるものを、単純明快に飾らずに表現することです」と述べている。《楽興の時》は、たとえラフマニノフがお金に困っていたときに作曲されたにしても、それまでのピアノ曲の作曲の知識を総括する作品になっている。第1曲の「アンダンティーノ」は、息の長い内省的な旋律によって曲集の始まりを告げ、急激なクライマックスへと畳み掛ける。第2曲「アレグレット」は、ラフマニノフの演奏技巧の熟達を告げる、曲集中では最初の小品である。第3曲「アンダンテ・カンタービレ」は、前後の曲と鮮烈な対比をなしていて、「葬送行進曲」とか「哀歌」と呼ぶにまさしく相応しい。第4曲の「プレスト」は、ショパンの《前奏曲》などに着想を得て、濃密な旋律の爆発を綜合している。バルカローレ形式の中休みである第5曲「アダージョ・ソステヌート」の後、3声体の重厚なテクスチュアによる終曲の「マエストーゾ」が曲集を締め括る。かくてラフマニノフは、《6つの楽興の時》において「自分の心の内にあるもの」を完全に描き出している。
本作は、題名からも明らかなように、シューベルトの同名のピアノ組曲（作品94、1828年）に着想を得ている。「家庭向けの小品」から構成されたシューベルトの同名作品がラフマニノフの作品の華麗さを欠いているという点は注目すべきであろう。またシューベルトの作品に比べると、全般的に短調に傾き、総じて悲愴感を漂わせた壮烈で重厚な表現がきわ立っている。第2番の華麗で豊かな響きはショパンの《練習曲》の、第5番は《夜想曲》の特徴を受け継いでいる。第2番は初版のほかに1940年の改訂版が存在し、現在は通常、改訂版で演奏されることが多い。

## 作曲の背景と経緯

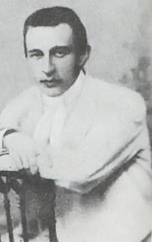
1890年ごろのラフマニノフ

1896年の秋までにラフマニノフの経済状況は、乗り合わせた列車の中で金を掏られたこともあり、切羽詰まっていた。経済的にも、また交響曲を期待する周囲の要望にも押されて、「飛び込みで創作に入った」。同年10月7日にラフマニノフは、本作に取り掛からないうちに知り合った作曲家のアレクサンドル・ヴィクトロヴィチ・ザターイェヴィチ（1869年～1936年） に宛てて、「ある期日までに金が必要なので急いでいます。（略）この個人的な経済状況は、その半面ではなかなか有難いものでした。（略）今月20日までに6つのピアノ曲を書き上げなければなりません」と書き送っている。ラフマニノフは全6曲を仕上げるのに、10月から12月までかかったが、《楽興の時》全曲をザターイェヴィチに献呈した。慌しい環境にもかかわらず、《楽興の時》はラフマニノフの初期の超絶技巧を証明しており、その後の作風の変化の兆しものぞかせている。
《6つの楽興の時》は洗錬された作品であり、以前のピアノ曲に比べると、長めで、テクスチュアはより重厚で、超絶技巧の要求もより高度である。スクリャービンの記念碑的な《練習曲 作品8-12》にも似て、作品の細部は装飾的というより機能的である。ラフマニノフが自分自身の演奏の特質を作品に封じ込めたのは、《幻想的小品》《サロン的小品集》にもまして本作においてのことであった。第3曲や第5曲には情熱的な抒情性が見られるが、その他の曲はピアニストに、超絶技巧や音楽的な感受性を要求する。《楽興の時》はラフマニノフ中期に作曲されており、《前奏曲集》作品23や練習曲集《音の絵》作品33において磨きをかけることとなる内声部の基礎を作った。ラフマニノフは自作のピアノ曲を手ずから初演するのが常であったが、本作は初演しておらず、さしあたって初演の年代や日時も判明していない。

## 評価と受容
6つの《楽興の時》は批評筋に好評だった。《交響曲 第1番》を作曲している最中に、ラフマニノフはピアノ独奏曲から解放され、《楽興の時》は成熟した作曲への復帰作と認められた。その後の本作の演奏では、ラフマニノフが長大な旋律のフレーズの下に繊細なリズム感や生命力を隠しており、一筋縄ではいかない音楽家として評判を高めることになった。作曲様式においては斬新で壮大である が、初期作品の魅力を残しており、ピアニストのエリザベス・ウルフは「ラフマニノフの初期作品に典型的なことだが、濃密で豊かな対位法、高度な半音階、痛切な民族色、深い情感。言うまでもなく、ピアニストにとっては非常に魅力的である」と述べている。《楽興の時》は、「絶妙な旋律、驚異的な和声の変化、『天上的な短さ』」によって「天才に固有の説明しにくさが確かめられ」さえすると同時に、「対比の感覚と、それぞれの小曲を、互いに他を得て完成するようにしながらも、並び立つものがないようにする組み合わせ」を維持している。本作の報酬が盗まれた金額を埋め合わせたのかどうかは不明だが、本作への好意的な評価は、足掛け2年の労作《交響曲 第1番》作品13（1895年）の初演が1897年に失敗したことにより、見る影も無くなってしまった。
ただし、ラーザリ・ベルマンが東京ライブのアンコールで演奏したことによってこの曲への評価は好転し、ジュリオ・デ・パドヴァ、イヴォ・ポゴレリチのように6曲セットで演奏するピアニストも少ないが現れ続けている。